# 岡素之
岡 素之（おか もとゆき、1943年9月15日 - ）は、日本の実業家。住友商事で第8代社長を経て相談役。内閣府規制改革会議議長、内閣府産業競争力会議民間議員、公益財団法人日本国際問題研究所会長、公益財団法人日印協会理事・副会長、慶應義塾評議員、一般社団法人放送コンテンツ海外展開促進機構理事長、日本たばこ産業株式会社取締役（社外）、日本電気株式会社取締役（社外）、東京都現代美術館館長（2019年～）。
2010年6月、役員報酬額が約1億8300万円であることが公開された。

## 来歴
- 1943年 東京生まれ。
- 1966年 慶應義塾大学経済学部経済学科卒業、同年住友商事株式会社入社。
- 1977年 米国住友商事会社ニューヨーク駐在
- 1990年 鉄鋼貿易本部鋼管貿易第一部長
- 1992年 米国住友商事会社ヒューストン支店長
- 1994年 取締役鉄鋼第三本部長
- 1997年 取締役業務企画グループ担当
- 1998年 常務取締役
- 2001年 専務取締役 同年代表取締役社長就任
- 2007年 代表取締役会長就任
- 2012年 相談役
- 2018年 名誉顧問[4]
- 2019年 東京都現代美術館館長[5]

規制改革会議で議長を務めるほか、産業競争力会議の委員も務める。
- 2020年 旭日重光章受章[6]